# Aland (India)
Aland è una città dell'India di 35.308 abitanti, situata nel distretto di Gulbarga, nello stato federato del Karnataka. In base al numero di abitanti la città rientra nella classe III (da 20.000 a 49.999 persone).

## Geografia fisica
La città è situata a 17° 34' 0 N e 76° 34' 0 E e ha un'altitudine di 479 m s.l.m..

## Società

### Evoluzione demografica
Al censimento del 2001 la popolazione di Aland assommava a 35.308 persone, delle quali 18.301 maschi e 17.007 femmine. I bambini di età inferiore o uguale ai sei anni assommavano a 5.817, dei quali 3.020 maschi e 2.797 femmine. Infine, coloro che erano in grado di saper almeno leggere e scrivere erano 18.558, dei quali 11.164 maschi e 7.394 femmine.